# Supercop
|  | Denne artikel er oprettet af botten PalnaBot ud fra en ekstern database. Den kan derfor have sproglige fejl eller mangler. Denne skabelon kan fjernes efter kontrol af indholdet. |

Supercop er en eksperimentalfilm instrueret af Jens Tang efter manuskript af Torben Zenth og Kim Lykke.

## Handling
Vor buttede, mutte helt tager ufortrødent kampen op i en scratch'et verden, der er fortættet af vold og galskab. Supercop er et humoristisk bidrag til enhver helts selvopfattelse.